# Insecten
Insecten (Insecta) zijn een klasse van zespotige, ongewervelde dieren die behoren tot de geleedpotigen (Arthropoda). Met meer dan een miljoen beschreven soorten vormen de insecten verreweg de grootste klasse binnen het dierenrijk. Geschat wordt dat vele miljoenen soorten nog niet zijn beschreven en benoemd. Insecten komen voor in vrijwel alle leefomgevingen op aarde, met name op het land en in zoetwater. In de zeeën overheerst een andere groep geleedpotigen, de kreeftachtigen.
Alle insecten hebben een driedelig lichaam (kop, borststuk en achterlijf) dat omgeven is door een hard, chitineus exoskelet. Het exoskelet wordt via vervelling tijdens de groei een aantal keren afgeworpen en vernieuwd. Het borststuk draagt drie paar flexibele poten en veel soorten hebben ook vleugels om mee te vliegen. Het achterlijf bevat de spijsverterings-, uitscheidings- en voortplantingsorganen van het insect, evenals een groot deel van het ademhalingssysteem, dat uit tracheeën is opgebouwd.
Veel insecten ondergaan tijdens hun ontwikkeling drastische veranderingen in lichaamsvorm en fysiologie. Deze zogenaamde volledige metamorfose kenmerkt zich door een popstadium, waarin de larve zich transformeert tot een volwassen insect (imago). Andere insecten hebben een meer geleidelijke, onvolledige metamorfose en ontwikkelen zich via een reeks nymfale stadia. De taxonomie van insecten is voor een belangrijk deel gebaseerd op het verloop van de metamorfose.
Sommige insecten spelen een directe rol in het leven van de mens, bijvoorbeeld bij het overbrengen van ziekten, door het opeten van de oogst, maar ook door de bestuiving van voedingsgewassen en de productie van honing of zijde. In veel culturen zijn insecten een belangrijke bron van voedsel. Door menselijke activiteiten is de biodiversiteit van insecten in diverse delen van de wereld ernstig aangetast.

## Naam
De naam insect is afgeleid van het Latijnse woord insectum en slaat op het hoofdkenmerk van de groep, namelijk het in drieën gedeelde lichaam. Het Latijnse werkwoord insecare, met als passief voltooid deelwoord (PPP) insectum, betekent 'insnijden'. Een verouderde Nederlandse naam is dan ook kerfdieren. Het Griekse éntomon (ἔντομον) verwijst ook naar dit kenmerk, vanuit het werkwoord ἐντέμνω, 'insnijden'. De wetenschap die zich met de bestudering van insecten bezighoudt, is de entomologie.

## Evolutie
Hoe de insecten precies zijn ontstaan is niet geheel duidelijk, zelfs de groep waaruit ze ontstaan zijn is niet precies bekend. Uit fragmenten uit het Devoon is bekend dat er ongeveer 350 miljoen jaar geleden al insecten leefden. Omdat deze soorten echter al zeer gespecialiseerde dieren waren, zijn de insecten waarschijnlijk nog ouder. Veel insecten worden gevonden in barnsteen, versteend hars van naaldbomen waarin een exemplaar goed geconserveerd blijft.
Een nog groter raadsel is wanneer de insecten konden vliegen en hoe de vleugels zijn ontstaan. Alle gevonden fossiele vliegende insecten waren waarschijnlijk al behendige vliegers en er zijn nog geen vondsten gedaan van tussenvormen van lichaamsdelen en vleugels.

## Anatomie

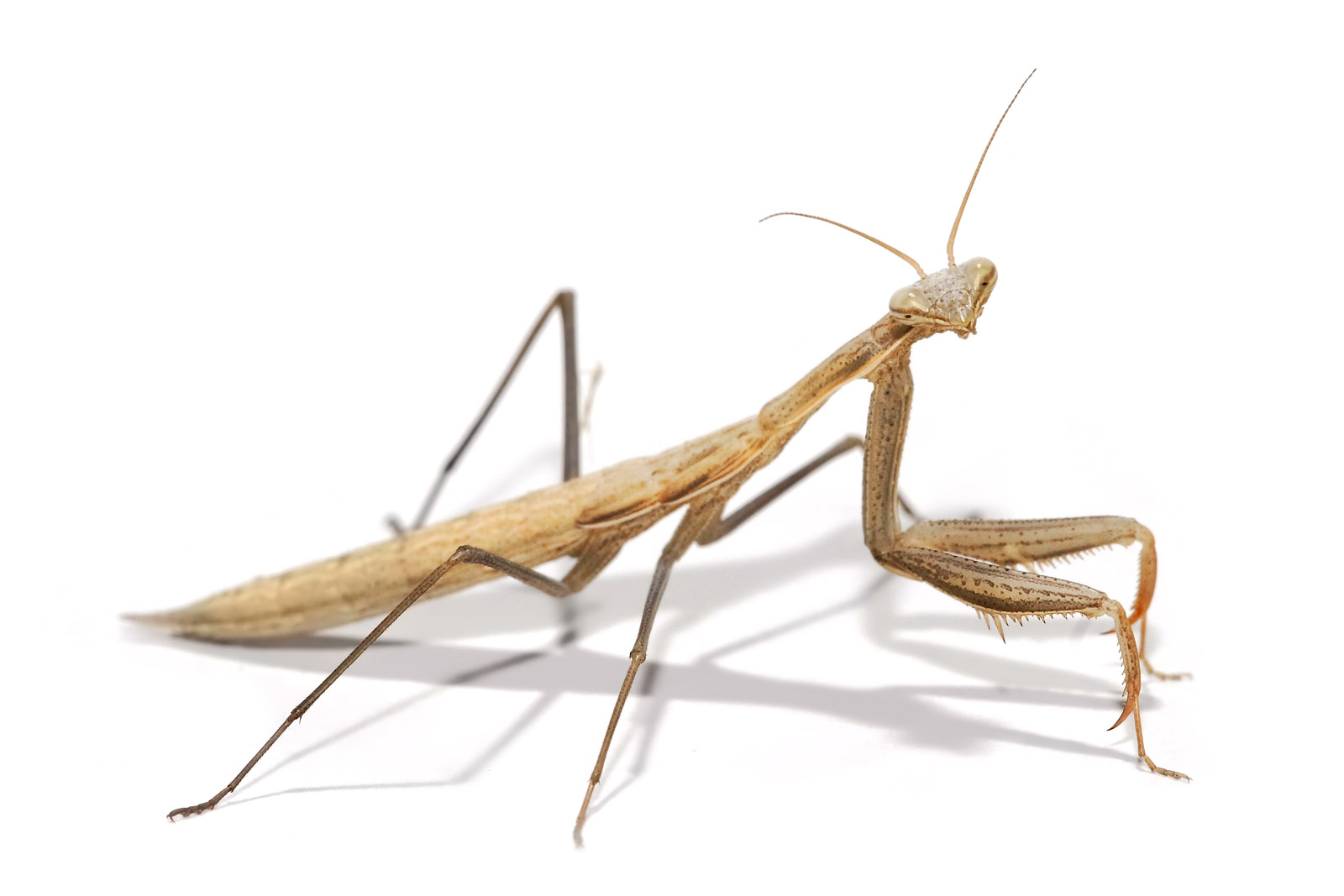
Bidsprinkhaan
(Archimantis latistyla)

De verschillende variaties van lichaamsvormen binnen het insectenrijk zijn enorm, zowat iedere combinatie is mogelijk. Sommige groepen hebben een vrij kenmerkende lichaamsvorm zoals de ronde kevers en de langwerpige wandelende takken.
Insecten hebben echter altijd een in drieën verdeeld lichaam (kop, borststuk en achterlijf) en al is dat lang niet altijd duidelijk te zien, de meeste soorten zijn hieraan toch te herkennen. Soms zijn de delen versmolten of is een deel ook weer gesplitst waardoor dit basisplan niet meer op lijkt te gaan. Voorbeelden zijn het lieveheersbeestje en de mieren. Het lieveheersbeestje lijkt uit één deel te bestaan en de mier lijkt juist uit meer dan drie delen te zijn gebouwd. Bij de bidsprinkhanen is het voorste deel van het borststuk verlengd, zodat de vangpoten naar voren zijn geplaatst.
De drie belangrijkste delen zijn de kop of caput, het borststuk of thorax en het achterlijf of abdomen. Aan de kop zijn de ogen gelegen, kaakdelen en voelsprieten (antenna). Het borststuk draagt drie paar poten en meestal één of twee paar vleugels. Het achterlijf bevat de spijsverterings-, uitscheidings- en voortplantingsorganen van het insect en een groot deel van het ademhalingssysteem met de ademhalingsbuisjes, de tracheeën.
Sommige insecten bootsen plantendelen of andere insecten na. De geïmiteerde soorten betreffen vaak de meer gevaarlijke soorten. Een voorbeeld is de ongevaarlijke zweefvlieg, die vaak op een stekende wesp lijkt. Andere insecten lijken op de meest uiteenlopende plantendelen, zoals een tak, een blad, een uitschieter of een doorn.

## Voortplanting
De voortplanting van insecten vindt over het algemeen plaats door inwendige bevruchting en zich buiten het moederlichaam ontwikkelende eitjes. Insecten kennen een paring, waarbij de mannetjes geslachtscellen afgeven in de vrouwtjes. Bij sommige groepen is de paring een waar schouwspel, zoals het paringsrad van de waterjuffers. Na de paring wordt het sperma van het mannetje direct naar de eicellen geleid, maar kan ook worden opgeslagen. Koninginnen van bijen en wespen paren in de nazomer en produceren pas eitjes na de winterslaap in de lente. De waaiervleugeligen kennen een bijzondere paring; traumatische inseminatie, waarbij het mannetje een gat in het vrouwtje maakt om zijn sperma af te geven. De insecten kennen hiernaast vele bijzondere manieren van voortplanting met ieder een eigen term zoals maagdelijke voortplanting, gynandromorfisme of hypermetamorfose, waarbij de larve niet één, maar twee keer verpopt.
De eitjes van insecten zijn klein en komen soms na enkele dagen, maar soms pas na maanden of na een winterrust uit. Sommige zijn kleverig of worden met een lijmachtige substantie op een oppervlak geplakt. Insecteneitjes hebben alle mogelijke vormen: rond, flesvormig, tonvormig, staafvormig of ovaal, de enorme variatie in kleuren en met name patronen van kuiltjes, putjes, stekeltjes en bobbeltjes geeft een insectenei op microscopisch niveau vaak een fraai uiterlijk. Alle insecten produceren eitjes, maar soms komen ze in het moederdier al uit, zodat het lijkt of het insect levendbarend is (ovovivipariteit of eierlevendbarend). Een voorbeeld is de tseetseevlieg.  Er zijn zelfs insecten, zoals de luisvliegen (Hippoboscidae), die al volledig zijn verpopt als ze ter wereld komen.
Bij veel insecten zijn de volwassen exemplaren al maanden dood als hun eitjes uitkomen, maar er zijn ook soorten, bijvoorbeeld bepaalde wantsen, die een tijdje voor de jongen zorgen door ze te beschermen. Sommige wantsen maken zelfs een soort crèche, door meerdere nakomelingen te verzamelen en deze met meerdere moederwantsen te bewaken, zodat de nimfen beter worden beschermd.

## Ontwikkeling

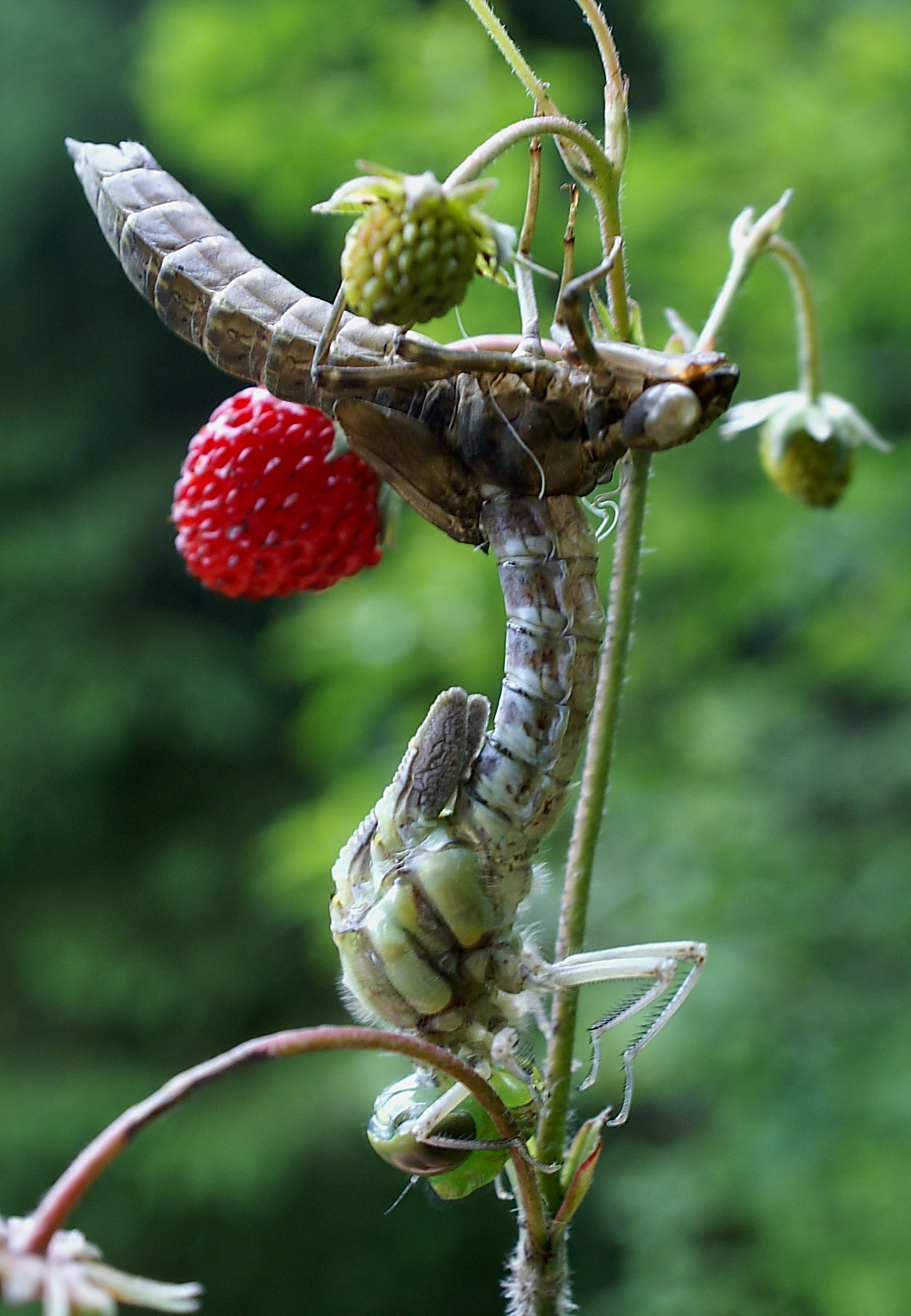
Een blauwe glazenmaker kruipt uit de larvenhuid
(Aeshna cyanea)

De meeste insecten maken een volledige of onvolledige gedaanteverwisseling (metamorfose) door bij ontwikkeling van respectievelijk larve of nimf naar imago (volwassen insect). Het jonge insect groeit stapsgewijs, met iedere vervelling. Na de laatste vervelling kan het insect zich voortplanten en is anatomisch volledig ontwikkeld; larven en nimfen hebben nooit vleugels. Deze stapsgewijze groei is nodig door de zeer geringe elasticiteit van het exoskelet, dat steeds afgeworpen moet worden om het insect te laten groeien. Het groeien gebeurt vlak na de vervelling, het enige moment waarop het pantser zacht en rekbaar is.
Een larve is het juveniele stadium van een aantal groepen insecten, namelijk die met een volledige gedaanteverwisseling. Een larve is wormachtig en heeft nog geen of weinig harde delen. De insecten met een larvestadium worden holometabool genoemd. De larven kunnen zich soms moeilijk verplaatsen als de poten niet of nauwelijks zijn ontwikkeld. Voorbeelden zijn kevers, vliegen en muggen, bijen, mieren en wespen en vlinders, maar uitzonderingen zijn er ook zoals de larven van rovende kevers. Voorbeelden van verschillende typen larven zijn:
- de ritnaald of koperworm, de larve van kniptorren
- de engerling, de larve van bladsprietkevers
- de emelt, de larve van de langpootmuggen
- de rups, de larve van vlinders

Een larve vervelt meerdere malen, waarbij hij steeds groter wordt. Sommige larven zien er per stadium iets anders uit. Veel larven vreten zich ergens in, zoals een boom, een stuk fruit, een dood dier, een mesthoop etc. De larve blijft eten tot hij volledig is ontwikkeld en dan vindt de verpopping plaats. De pop komt na enige tijd, soms na een seizoensrust, uit, waarna het volwassen insect of imago tevoorschijn komt. Een eenmaal volwassen insect vervelt niet meer en wordt ook niet groter. Een kleine kever wordt dus nooit een grote kever, maar is een andere soort.
| Onvolledige gedaanteverwisseling |
| → eicel → bevruchting → zygote → groei en ontwikkeling → één of meer nimfenstadia → uitsluipen → → ( subimago ) → imago (volwassen insect) → geslachtelijke voortplanting → eicel → |

| Volledige gedaanteverwisseling |
| → eicel → bevruchting → zygote → groei en ontwikkeling → larve → verpopping → popstadium → ontpopping → → imago (volwassen insect) → geslachtelijke voortplanting → eicel → |

Een nimf is ook een nog niet volledig ontwikkeld insect, dat net als een larve na de laatste vervelling pas uitgroeit tot de imago. De insecten met een nimfenstadium worden hemimetabool genoemd: zij hebben een onvolledige gedaanteverwisseling. Voorbeelden zijn sprinkhanen, krekels, wandelende takken, kakkerlakken, bidsprinkhanen en oorwormen. Een nimf lijkt vanaf de geboorte al op een volwassen exemplaar, al is de afmeting veel kleiner, zijn de ledematen nog kort en ontbreken vleugels. Net als een larve groeit de nimf in stapjes door te vervellen en wordt na iedere vervelling iets groter. In tegenstelling tot een larve zijn veel karakteristieke kenmerken van de imagines al wel ontwikkeld, zo kunnen nimfen van sprinkhanen springen met de achterpoten en nimfen van bidsprinkhanen hebben al direct de gespecialiseerde vangarmen. Ook zijn ze mobieler en bewegen zich door de bladeren of op de bodem in plaats van op één plaats te blijven zoals veel larven doen.
De larven van sommige hemimetabole insecten, zoals libellen, worden larven genoemd. Deze lijken anatomisch gezien al op de imago, maar de felle kleuren en de imposante vleugels komen pas na de laatste vervelling tevoorschijn.

## Ademhaling

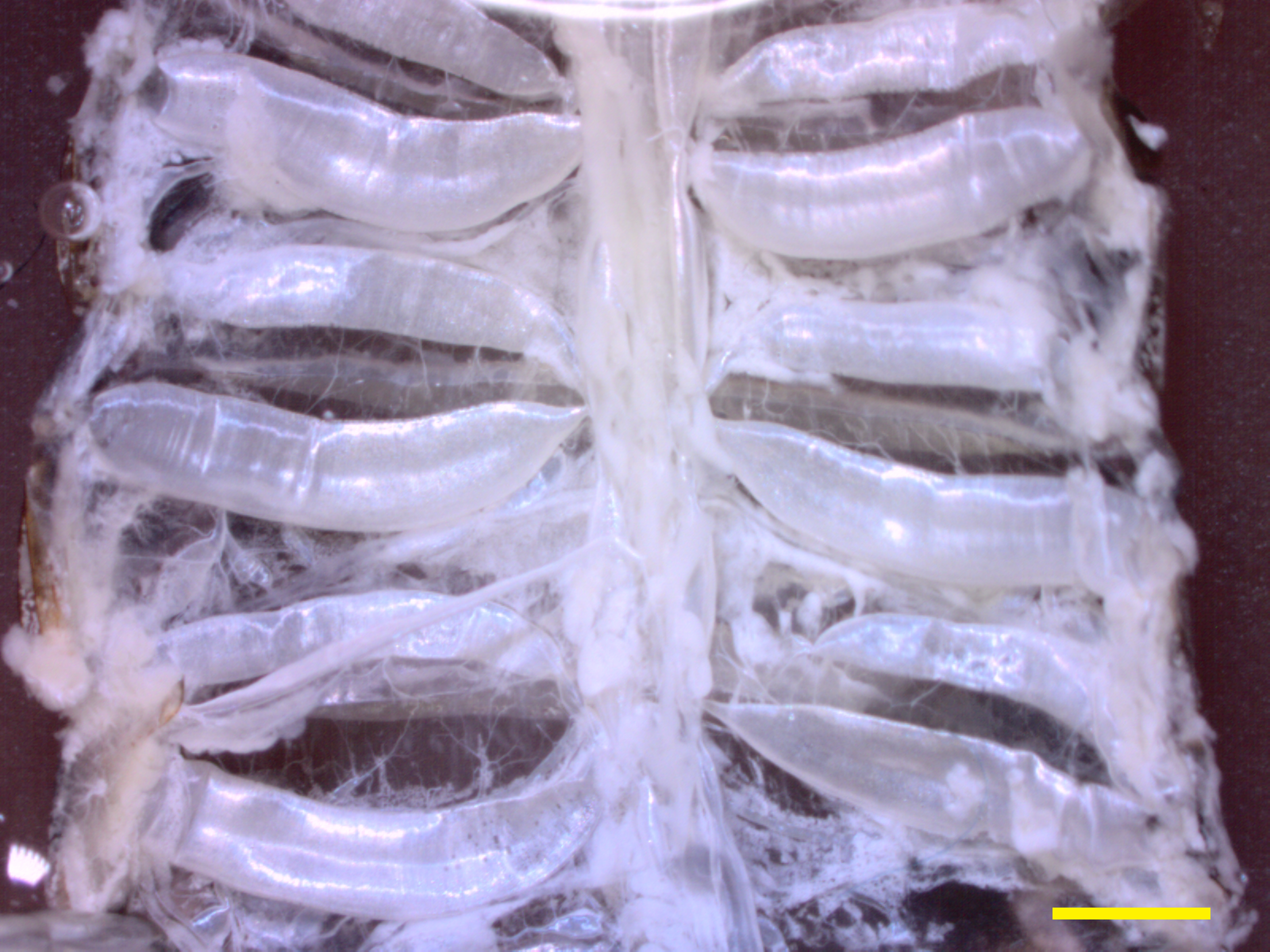
Tracheeënstelsel van een kakkerlak. De hoofdtracheeën lopen horizontaal in de afbeelding. De lengte van de gele schaalbalk bedraagt in werkelijkheid 2 mm.

Insecten halen adem door hun achterlijf. Het achterlijf van een insect bevat vele, microscopisch kleine gaatjes, de poriën. Deze poriën vormen het begin van een systeem van kleine buisjes, tracheeën genaamd. Deze werken ongeveer op dezelfde manier als de luchtpijp bij de mens. Er loopt een netwerk van die vertakte buisjes door het lichaam. Via deze buisjes wordt de zuurstof in de lucht opgenomen in het lichaam. Om uit te ademen geven ze koolzuurgas en water af door dezelfde buisjes.

## Verdediging

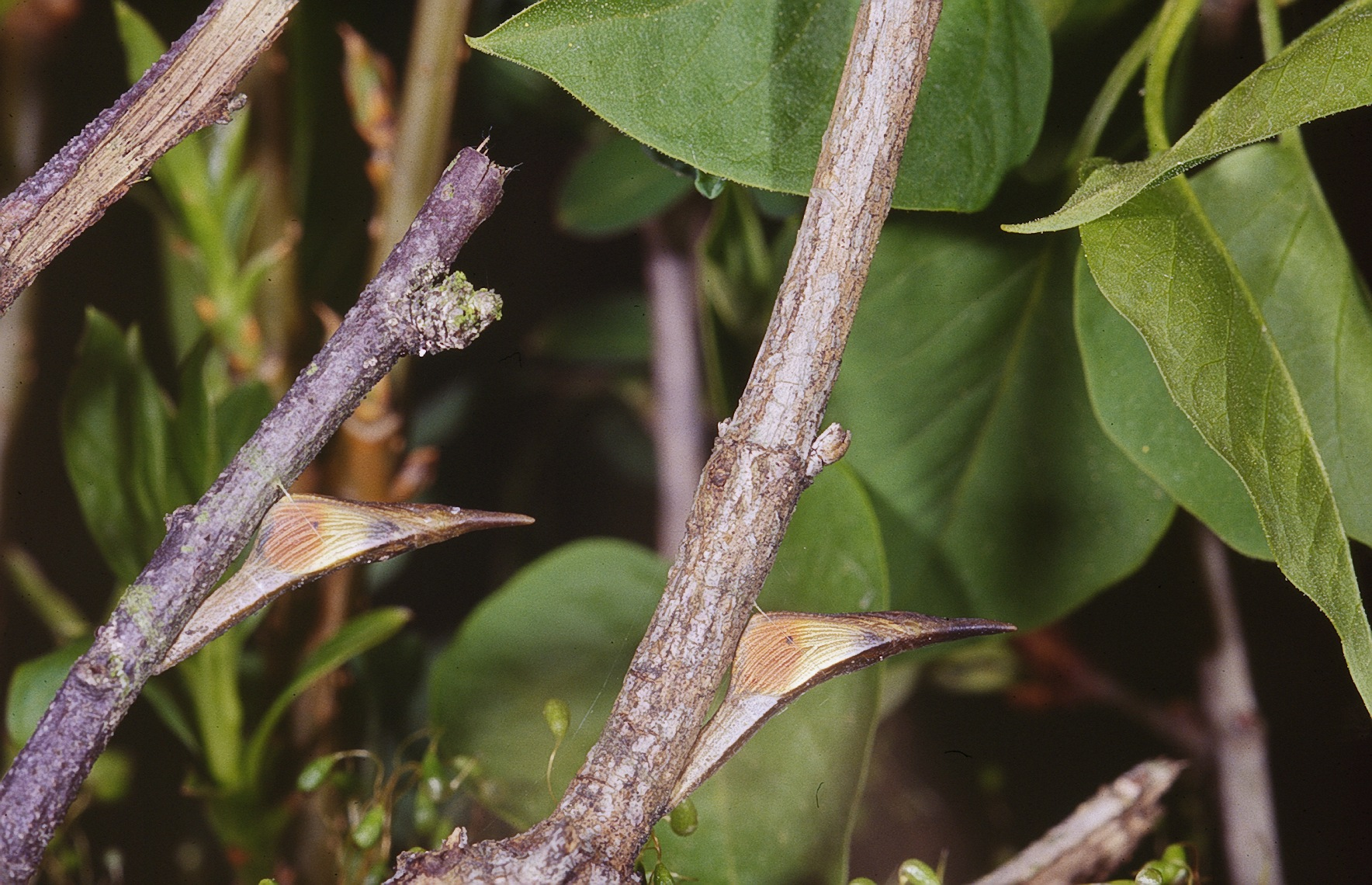
De doorns zijn in werkelijkheid de poppen van het oranjetipje, een vlinder.
(Anthocharis cardamines)

Er zijn maar weinig insecten die kiezen voor de aanval, de meeste soorten hebben een zeer goede camouflage. Sommige soorten zijn echte meesters in vermommen en lijken sprekend op een takje, een doorn of een blad. Bekende voorbeelden zijn de wandelende tak en het wandelend blad. Bepaalde motten zijn nagenoeg onzichtbaar als ze op een boombast zitten.
De bekendste stekende insecten zijn bijen, wespen en hommels die een speciaal orgaan hebben om te steken; de angel. Omdat deze is ontstaan uit de legbuis, hebben alleen vrouwelijke exemplaren een angel, maar de zo massaal voorkomende werksters zijn altijd vrouwtjes. Sommige mieren hebben ook gifangels. Mieren kunnen meestal bijten en spuiten soms tegelijkertijd mierenzuur, wat de pijn intensiveert.
Bijten doen maar weinig insecten, alleen grotere insecten hebben soms kaken waarmee ze kunnen bijten. Voorbeelden zijn kevers als de geelgerande waterkever en de zwemwants. Andere bijtende insecten zoals muggen en dazen doen dit alleen om aan bloed te komen, niet ter verdediging. Een chemische afscheiding is de bekendste vorm van actieve verdediging en komt onder andere voor bij plantenetende insecten. Oliekevers produceren een blaartrekkende stof, die ze soms ook gericht weg kunnen schieten.
Veel insecten hebben schrikkleuren zoals rood, blauw of geel, zoals lieveheersbeestjes en sommige rupsen, om aan te geven dat ze onaangenaam smaken. Veel vlinders hebben oogachtige vlekken die pas tevoorschijn komen als de vlinder wegvliegt. Hierdoor kan de predator de indruk krijgen dat hijzelf wordt aangevallen door een veel groter dier. Ook een aantal sprinkhanen en kevers hebben felgekleurde vleugels die pas tevoorschijn komen bij het vliegen.

## Gedrag
Insecten hebben een vrijwel geheel aangeboren gedragspatroon, gericht op efficiënte groei en snelle voortplanting. Ze beconcurreren elkaar om voedsel en om een partner. Sommige kevers hebben hiertoe gewei-achtige hoorns op de kop, zoals het vliegend hert en de herculeskever en proberen elkaar om te duwen. Sommige insecten vertonen broedzorg door een tijdje op het kroost te letten en te beschermen tegen vijanden. Alleen bij de sociale insecten is er sprake van samenwerking, waarbij een kolonie zich als één groot organisme gedraagt. De wereld van insecten bestaat grotendeels uit geurstoffen, feromonen genaamd, die een zeer grote efficiëntie hebben. Een zeer kleine hoeveelheid wordt al opgemerkt, soms op verscheidene kilometers afstand, en vaak blijft de geur gedurende lange tijd intact.
Sociale insecten komen in slechts twee orden voor: termieten en de vliesvleugeligen zoals mieren, hommels en bijen. Allemaal hebben ze een koningin die soms vele jaren oud wordt. De geurzin wordt gebruikt om voedsel op te sporen, feromonen om elkaar signalen te geven. Een vertrapte mier wekt bijvoorbeeld door een vrijkomende geurstof de woede op van andere mieren in de buurt die agressief om zich heen zullen bijten. Sommige insecten gebruiken geurstoffen ook om andere insecten te misleiden. Er zijn enkele soorten vlinderlarven die feromonen afscheiden, waardoor ze in plaats van te worden opgegeten juist worden verzorgd en beschermd door mieren, en roofinsecten die hun prooi lokken met de feromonen van de prooisoort.
Geuren spelen niet alleen een rol bij de sociale insecten, bladsprietkevers zijn bijvoorbeeld een familie van kevers die de naam danken aan de uiteinden van de tasters. Deze zijn waaiervormig om meer geurdeeltjes op te vangen. Niet altijd zijn feromonen de oorzaak van gedragsverandering; de lange tijd aan feromonen toegeschreven kleuromslag van zwermende sprinkhanen blijkt te worden veroorzaakt doordat de dieren elkaar met de achterpoten aanraken. Zwerminsecten, zoals sprinkhanen of cicaden, zijn overigens geen sociale insecten ondanks hun massale voorkomen.

## Voortbeweging

### Lopen
Als zespotigen lopen de meeste insecten met zes poten, met als uitzonderingen onder meer bidsprinkhanen en waterschorpioenen, aangezien daar de voorste twee poten vangarmen zijn; bij de  vlinderfamilie Lycaenidae zijn de voorpoten van de mannetjes onvolledig ontwikkeld. Om voort te kunnen bewegen, is het exoskelet opgedeeld in verschillende segmenten over het lichaam en buisjes over de ledematen. Bij de verbindingen tussen de segmenten en buisjes is het exoskelet dun en flexibel, doordat hier het exocuticula ontbreekt. Ook is het hier gevouwen, zodat de segmenten en ledematen kunnen buigen.

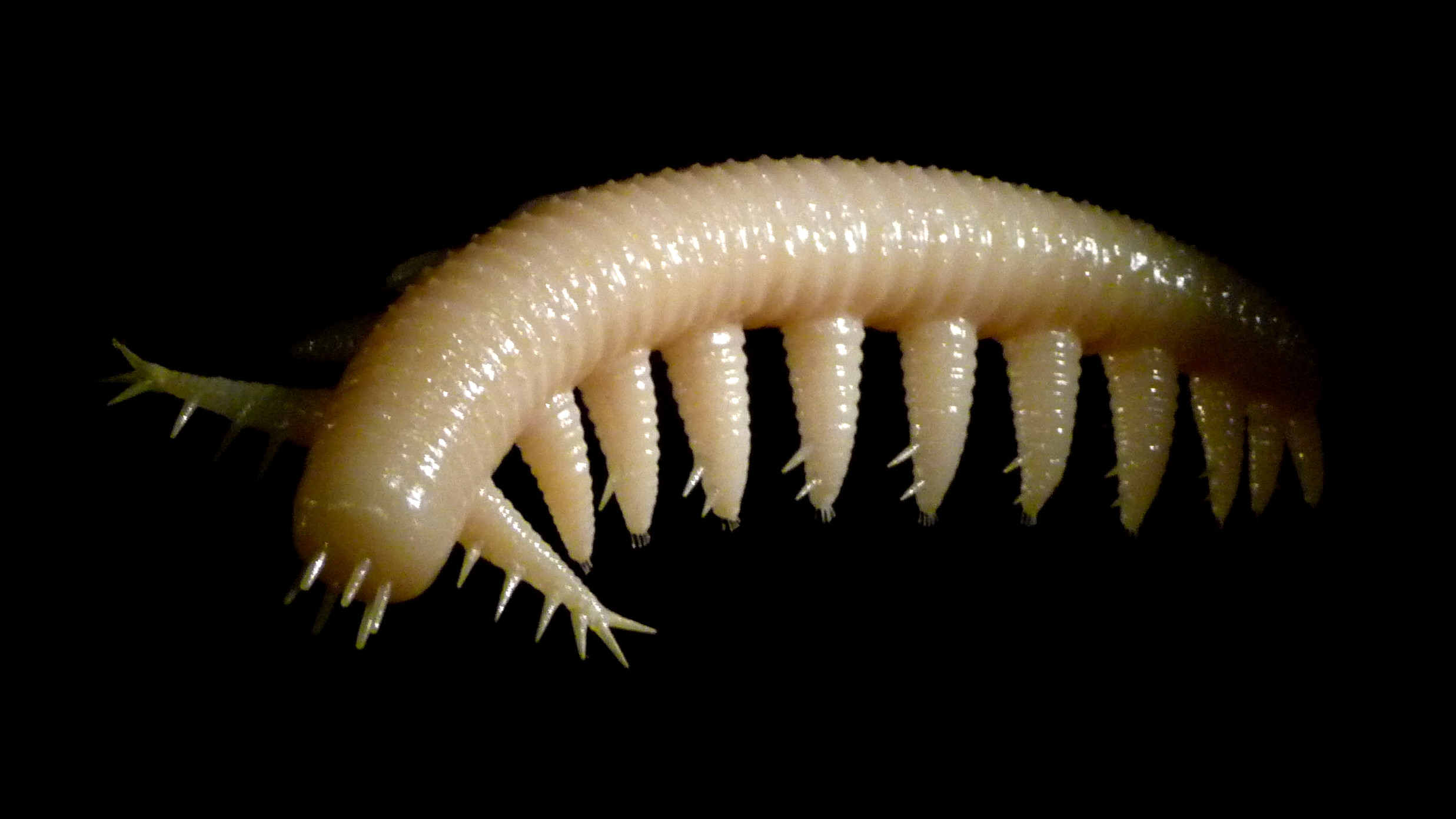
De uitgestorven Aysheaia

De evolutie van het bewegingsapparaat van geleedpotigen begon met een voorouder met een week lichaam die net als verwante fluweelwormen als de uitgestorven Aysheaia beweegbare lichaamsuitstulpingen had. Deze kregen zelf segmenten en ontwikkelden zich zo tot arthropodia, poten met meerdere geledingen. De arthropodia kwamen steeds meer in de spreidstand te staan, zodat het lichaam van een geleedpotige tussen de poten in hangt. De veelzijdigheid van deze ledematen heeft belangrijk bijgedragen aan het succes van de geleedpotigen.
Bij de weinig beweeglijke uitstulpingen zal voortbeweging nog in een golfbeweging met een kronkelend lichaam zijn gebeurd, zoals bij vissen en slangen. Naarmate de poten meer konden bewegen, namen deze de golfbeweging over en nam de kronkelbeweging van het lichaam af, iets waartoe het exoskelet ook dwong. Kronkelbewegingen zijn echter niet bij alle geleedpotigen verdwenen. Zo beginnen duizendpoten te kronkelen met hun lichaam als ze sneller gaan lopen en neemt het aantal poten in standfase af. Ook bij de larven van holometabole insecten en in beperkte mate bij pissebedden maakt het lichaam nog een golfbeweging. Bij miljoenpoten wordt de golfbeweging wel met alleen de poten uitgevoerd. 
Insecten als termieten en mieren bewegen zich ook ondergronds.
Enkele dieren zijn in staat zich voort te bewegen op het wateroppervlak, het grensvlak tussen water en lucht, gebruikmakend van de oppervlaktespanning. Zo heeft de schaatsenrijder hydrofobe haartjes over het hele lichaam. Ook de mier Polyrhachis sokolova is licht genoeg om op het water te blijven staan. Voor veel insecten is de meniscus op het grensvlak tussen land en water een onoverkomelijke horde. Anderen maken er juist gebruik van, zoals de larve van de kever Pyrrhalta die waterlelies beklimt met behulp van de meniscus die het zelf creëert door drijvend in het water de rug te krommen. Waar Pyrrhalta deels ondergedompeld is, lopen andere insecten op het water. Mesovelia heeft speciale klauwen om zich rennend op te trekken aan de helling. Veel insecten, zoals Microvelia, maken gebruik van het marangoni-effect. De watervlo Daphnia beweegt zich voort door met zijn tweede paar antennes te slaan.

#### Gangen
Bij zespotigen zijn vele verschillende gangen mogelijk, maar de voorkeur heeft die waarbij de buitenste poten aan de ene kant en de middelste aan de andere worden verzet en daarna andersom, de driepootsgang. Daarbij staan steeds drie poten aan de grond, wat de stabiliteit ten goede komt, aangezien een driepoot statisch stabiel is. Hoewel deze afwisselende driepootsgang veel voorkomt, kennen insecten net als gewervelden verschillende gangen voor verschillende snelheden. Zo gaat de bekende bananenvlieg over van een langzame golfbeweging naar een vierpootsgang en uiteindelijk de snelle tripod, al zijn de overgangen hiertussen minder abrupt dan bij gewervelden. Dit is op vlak terrein minder efficiënt dan de snellere gangen van gewervelden, die daarbij slechts een of twee voeten aan de grond hebben. De hypothese is lang geweest dat hoewel de driepootsgang langzamer is op vlak terrein, deze gang bij klimmen wel sneller is. Dit blijkt inderdaad het geval met poten die over adhesie beschikken. Wandelende takken en wandelende bladeren gebruiken een vierpootsgang bij langzaam lopen en gaan over naar een driepootsgang als ze versnellen. Kakkerlakken gebruiken twee gangen, een om langzaam en een om snel te lopen, maar beide zijn driepootsgangen. Bij de kakkerlak Nauphoeta cinerea is echter waargenomen dat deze voor de snelle gang overgaat naar een metachrone golfbeweging, waarbij de passen van de ipsilaterale poten – de poten aan dezelfde zijde – elkaar opvolgen.

### Springen

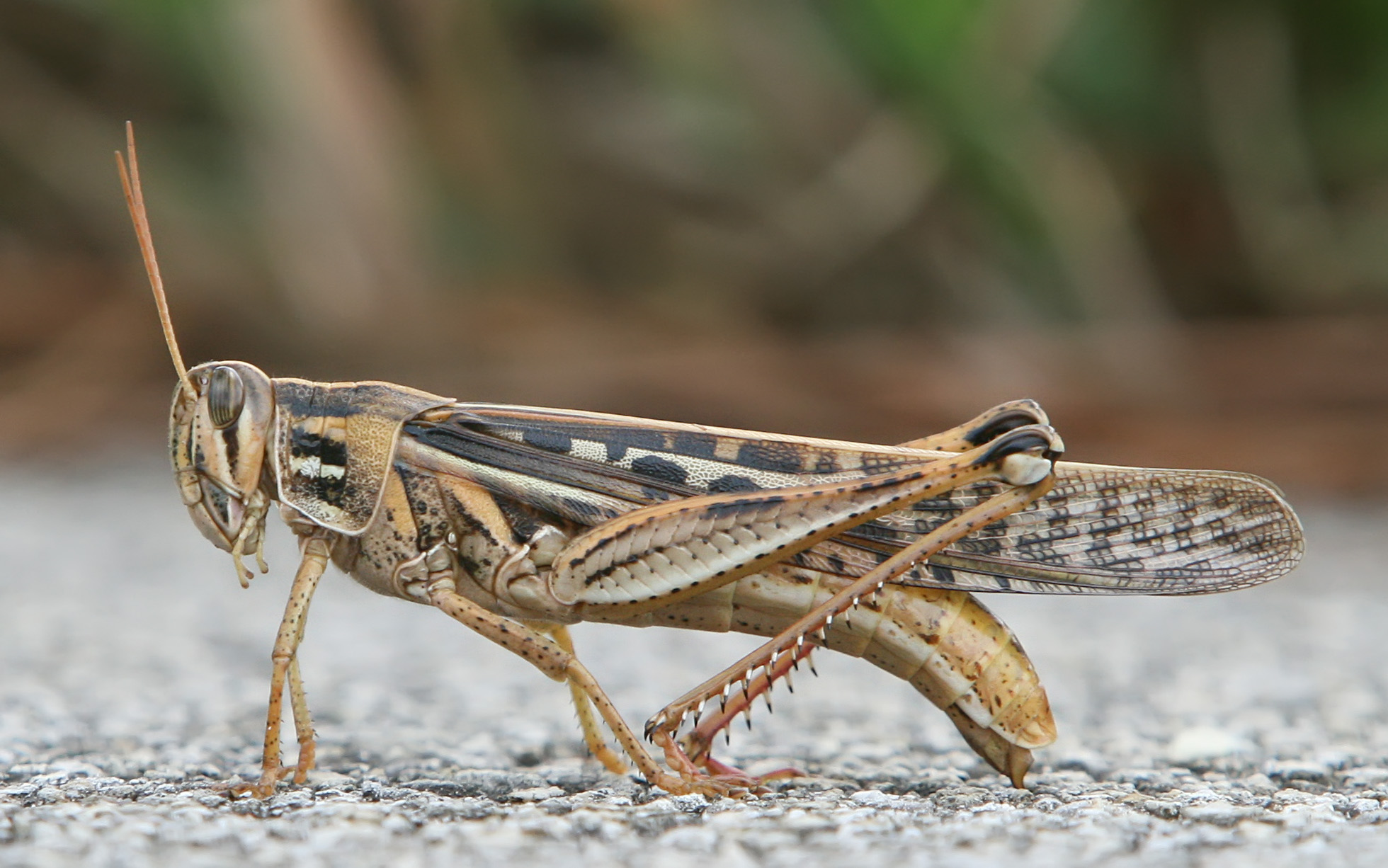
Schistocerca americana

Spierkracht kent zijn beperkingen en sprinkhanen weten deze beperking te omzeilen door gebruik te maken van elasticiteit. Eerst buigt de sprinkhaan het scheenbeen volledig tegen dijbeen aan door de buigspier flexor tibiae samen te trekken. Deze spier vormt een antagonistisch paar met de grote strekspier extensor tibiae die ook wordt samengetrokken. Hoewel de strekspier veel sterker is dan de buigspier, wordt deze laatste geholpen doordat het kniegewricht bij volledige buiging op slot gaat. Tijdens de tot een halve seconde durende co-contractie verkort de strekspier en slaat elastische energie op door het vervormen van stijve cuticulare structuren. Doordat dit langzaam gaat, is er weinig kracht nodig. De sprong wordt ingezet door de abrupte ontspanning van de buigspier, zodat de opgebouwde elasticiteit het effect van een katapult heeft.
Veel andere insecten kunnen ook relatief ver springen, zoals krekels, bladspringers, bochelcicaden en vlooien.

### Vliegen
Waarschijnlijk waren insecten de eerste klasse waarbij vliegen evolueerde. Insectenvleugels zijn wezenlijk anders dan vogelvleugels en de vlieghuid van vleermuizen. Het oudste fossiel van een vliegend insect is waarschijnlijk de 325 miljoen jaar oude Delitzschala bitterfeldensis. De 400 miljoen jaar oude Rhyniognatha hirsti is wel als het oudste vliegende insect gekenmerkt, maar was mogelijk een duizendpotige. Waarschijnlijk vormde insectenvlucht zich echter al bij Pterygota of gevleugelde insecten in het Laat-Devoon of Carboon uit vleugelloze Apterygota.

## Taxonomie
| Monocondylia         |
| -------------------- |
| -Archaeognatha - 470 |

| Apterygota      |
| --------------- |
| -Zygentoma< 200 |
| -Monura         |

| Palaeoptera                   |
| ----------------------------- |
| -Ephemeroptera- 2.500–< 3.000 |
| -Odonata- 6.500               |

| Neoptera                      |
| ----------------------------- |
| -Blattodea – 3.684–4.000      |
| -Coleoptera – 360.000–400.000 |
| -Diptera – 152.956            |
| -Hemiptera – 50.000–80.000    |
| -Hymenoptera – 115.000        |
| -Lepidoptera – 174.250        |
| -Mantodea – 2.200             |
| -Orthoptera – 24.380          |
| -Phasmatodea – 2.500–3.300    |
| -Plecoptera – 2.274           |
| -Psocoptera – 5.500           |
| -Siphonaptera – 2.525         |
| -Thysanoptera – 5.000         |
| -Trichoptera – 12.627         |

| Monocondylia         |
| -------------------- |
| -Archaeognatha - 470 |

| Apterygota      |
| --------------- |
| -Zygentoma< 200 |
| -Monura         |

| Palaeoptera                   |
| ----------------------------- |
| -Ephemeroptera- 2.500–< 3.000 |
| -Odonata- 6.500               |

| Neoptera                      |
| ----------------------------- |
| -Blattodea – 3.684–4.000      |
| -Coleoptera – 360.000–400.000 |
| -Diptera – 152.956            |
| -Hemiptera – 50.000–80.000    |
| -Hymenoptera – 115.000        |
| -Lepidoptera – 174.250        |
| -Mantodea – 2.200             |
| -Orthoptera – 24.380          |
| -Phasmatodea – 2.500–3.300    |
| -Plecoptera – 2.274           |
| -Psocoptera – 5.500           |
| -Siphonaptera – 2.525         |
| -Thysanoptera – 5.000         |
| -Trichoptera – 12.627         |

Insecten zijn er in alle vormen en maten, rond of langwerpig, kruipend of vliegend en van goed gecamoufleerd tot felgekleurd. Er zijn ongeveer 5000 libellensoorten, 20.000 sprinkhanensoorten, 170.000 vlindersoorten, 82.000 wantssoorten, 120.000 vliegensoorten en 110.000 bijen- en wespensoorten. De kevers zijn de grootste groep met minstens 350.000 soorten. Met name van de vliegen, de vliesvleugeligen en de vlinders zouden de werkelijke soortenaantallen nog weleens enorm veel hoger kunnen liggen.
De diversiteit onder de insecten is zo groot dat zelfs het aantal bekende soorten vraagt om niet-triviale schattingsmethoden. Volgens Nigel Stork zouden 60% van alle in 1988 levende diersoorten tot de klasse der insecten behoren en nog eens 10% tot de andere geleedpotigen.
De klasse van de insecten is onderverdeeld in een dertigtal ordes, zoals kevers of vlinders, die weer worden verdeeld in families, zoals de loopkevers en de snuitkevers. De ordes zijn na enige oefening makkelijk te herkennen. Op lager niveau zijn echter vele soorten vrijwel identiek aan andere soorten en lastig te onderscheiden. De anatomie en de taxonomie van insecten zijn door deze enorme verscheidenheid een vak op zich.
Onder de klasse der insecten vallen de volgende onderklassen en orden:
- Insecten
  - Apterygota (primair ongevleugelden)
    - Thysanura - Franjestaarten
      - Microcoryphia (eerder ook wel Archeognatha genoemd)
      -  Zygentoma

    - Diplura
    - Protura ~ Oerinsecten
    -  Collembola - Springstaarten
(Veel taxonomen plaatsen bovenstaande groepen primitievere zespotigen buiten de klasse van de insecten en beschouwen alleen de hierna volgende orden als echte insecten).

  -  Pterygota (gevleugelde insecten)
    - Exopterygota (Hemimetabola)

      - Ephemeroptera - Haften
      - Plecoptera - Steenvliegen
      - Odonata - Libellen
      - Embioptera - Webspinners
      - Grylloblattodea
      - Orthoptera - Rechtvleugeligen; Sprinkhanen en krekels
      - Phasmatodea - Wandelende takken
      - Mantophasmatodea
      - Dermaptera - Oorwormen
      - Dictyoptera
        - Mantodea - Bidsprinkhanen
        -  Blattaria - Kakkerlakken

      - Isoptera - Termieten
      - Zoraptera - Engelinsecten
      - Psocoptera - Stofluizen
      - Phthiraptera - dierluizen (met als onderorde de Anoplura - stekende luizen)
      - Thysanoptera - Tripsen
      - Heteroptera - Wantsen
      -  Homoptera - verouderde groep met Plantenluizen en Cicaden
        - Sternorrhyncha - Plantenluizen
        -  Auchenorrhyncha - Cicaden

    -  Endopterygota (Holometabola)
      - Neuroptera - Netvleugeligen
      - Raphidioptera - Kameelhalsvliegen
      - Megaloptera - slijkvliegen of elzevliegen
      - Mecoptera - Schorpioenvliegen
      - Trichoptera - Schietmotten
      - Lepidoptera - Schubvleugeligen of Vlinders
      - Diptera - Tweevleugeligen (vliegen en muggen)
      - Siphonaptera - Vlooien
      - Coleoptera - Kevers
      - Strepsiptera - Waaiervleugeligen
      -  Hymenoptera - Vliesvleugeligen (bijen, hommels, wespen en mieren)

Sommige onderzoekers hebben geargumenteerd dat een aantal gemeenschappelijke kenmerken van de insecten, in de ruime zin van hierboven, het resultaat kunnen zijn van convergente evolutie en met name sommige primair niet-gevleugelde insecten zouden nauwer verwant zijn met andere klassen binnen de geleedpotigen dan met de andere insectensoorten, waardoor de klasse der insecten niet monofyletisch zou zijn. Op grond van fossielen is dit moeilijk uit te maken omwille van de schaarste aan goede exemplaren. Er bestaat daarentegen wel een redelijke consensus dat de geleedpotigen monofyletisch zijn, met daarbinnen een nauwe verwantschap tussen de kreeftachtigen, de duizendpotigen en de insecten.

## Rol

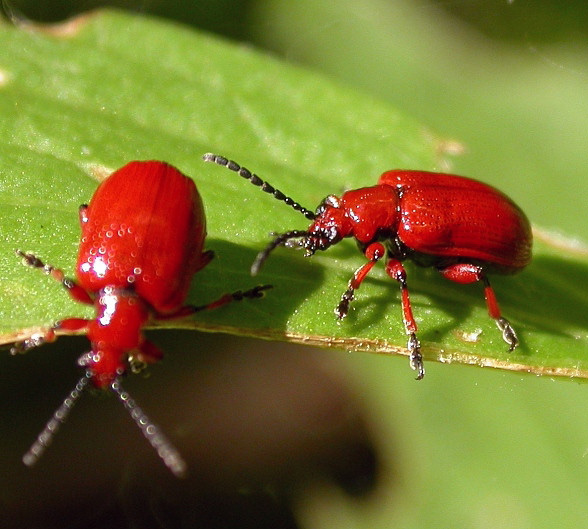
Bruinrood leliehaantje in het Nationaal Park Hainich
(Lilioceris merdigera)

Insecten komen overal ter wereld voor, behalve op open zee, en bewonen alle mogelijke niches in de natuur. Sommige insecten leven grotendeels onder water en kunnen goed zwemmen of over het water lopen. De meeste soorten insecten leven van planten, maar anderen leven van andere dieren, vaak andere insecten. De combinatie van hun enorme soortenaantal en grote vormenrijkdom zorgen ervoor dat de insecten een belangrijke schakel zijn in ieder ecosysteem, op mariene ecosystemen na. De (volgens recente inzichten polyfyletische) zoogdierenorde Insectivora of insecteneters waartoe de spitsmuizen en vleermuizen behoren, zou bijvoorbeeld niet bestaan zonder insecten. Ook andere groepen dieren zoals reptielen, amfibieën en insectenetende vogels zijn afhankelijk van insecten. Ook zijn veel soorten planten van insecten afhankelijk voor de bestuiving, niet alleen bijen, maar ook sommige kevers en vliegen. Ook mensen hebben gemak van insecten. Dankzij insecten zijn producten als honing, zijde en bijenwas beschikbaar en ook spelen insecten een rol in de bestuiving in kassen en in de natuur. Zelfs voor de bestrijding van insecten worden andere soorten gebruikt, zoals sluipwespen die rupsen doden en een aantal lieveheersbeestjes die bekendstaan om hun dieet van bladluizen. Vernis werd in vroeger tijden verkregen dankzij schellak, een stof gewonnen uit een soort luis. Ook de Spaanse vlieg geniet enige bekendheid als afrodisiacum, al is het geen vlieg, maar een kever. In veel landen zijn insecten zelfs een delicatesse, zo worden veel soorten rupsen en sprinkhanen gewaardeerd om de hoge proteïnewaarde en de nootachtige smaak.
Sommige insecten worden als schadelijk beschouwd omdat ze pijnlijk kunnen bijten of steken (goudoogdaas, wesp) of ziekten overbrengen (malariamug, tseetseevlieg). De meeste schade ondervindt de mens echter van plantenetende insecten als luizen, rupsen, tripsen en andere zuigende en knagende insecten die hele oogsten kunnen ruïneren. Vaak zijn de larven of nimfen van insecten veel schadelijker, omdat ze snel moeten groeien en daardoor zeer vraatzuchtig zijn, bovendien vinden ze in gecultiveerde tuinbouw hun ideale leefomgeving. Boktorren zijn een familie van kevers en meestal onschuldige insecten die leven van kleine hoeveelheden nectar of stuifmeel, ze zijn voornamelijk bezig met de voortplanting. De larven daarentegen kunnen grote schade toebrengen aan dode of levende bomen, maar ook aan allerlei houten objecten als kunstwerken en met name steunbalken in oude gebouwen. Er zijn bepaalde insecten die soms een onvoorstelbare schade aan kunnen richten door te zwermen, een voorbeeld is de woestijnsprinkhaan. De uitbraak van het chikungunyavirus in begin 2006 op onder andere Madagaskar en het Franse eiland Réunion was te wijten aan muggen. Hierbij raakten meer dat 150.000 mensen besmet met de pijnlijke infectie waarvan er 77 stierven.
Insectenlarven zoals maden worden ook wel gebruikt in forensisch onderzoek. Dit is te danken aan het feit dat larven voor de snelheid van hun groei sterk afhankelijk van het voedselaanbod en de temperatuur. Hierdoor is het mogelijk - als men zeker weet dat de larven optimaal voedsel hebben en de temperatuur herleid kan worden - bijvoorbeeld de sterfdatum van een misdaadslachtoffer te schatten.
Een ander, vrij experimenteel, gebruik van insecten is wondgenezing met behulp van steriele maden (vliegenlarven). Deze hebben een voorkeur voor rottend, afgestorven vlees en laten gezond vlees intact. Hierdoor kan een wond sneller genezen, omdat het dode en infectueuze vlees wordt verwijderd.

## Sterfte
Sinds het begin van de 21e eeuw wordt een grootschalige afname vastgesteld van populaties van, voornamelijk vliegende, insecten. De oorzaak is wellicht een combinatie van de inperking van hun leefgebied, de monocultuur en het gebruik van pesticiden in de landbouw en de klimaatverandering.

## Als voedsel

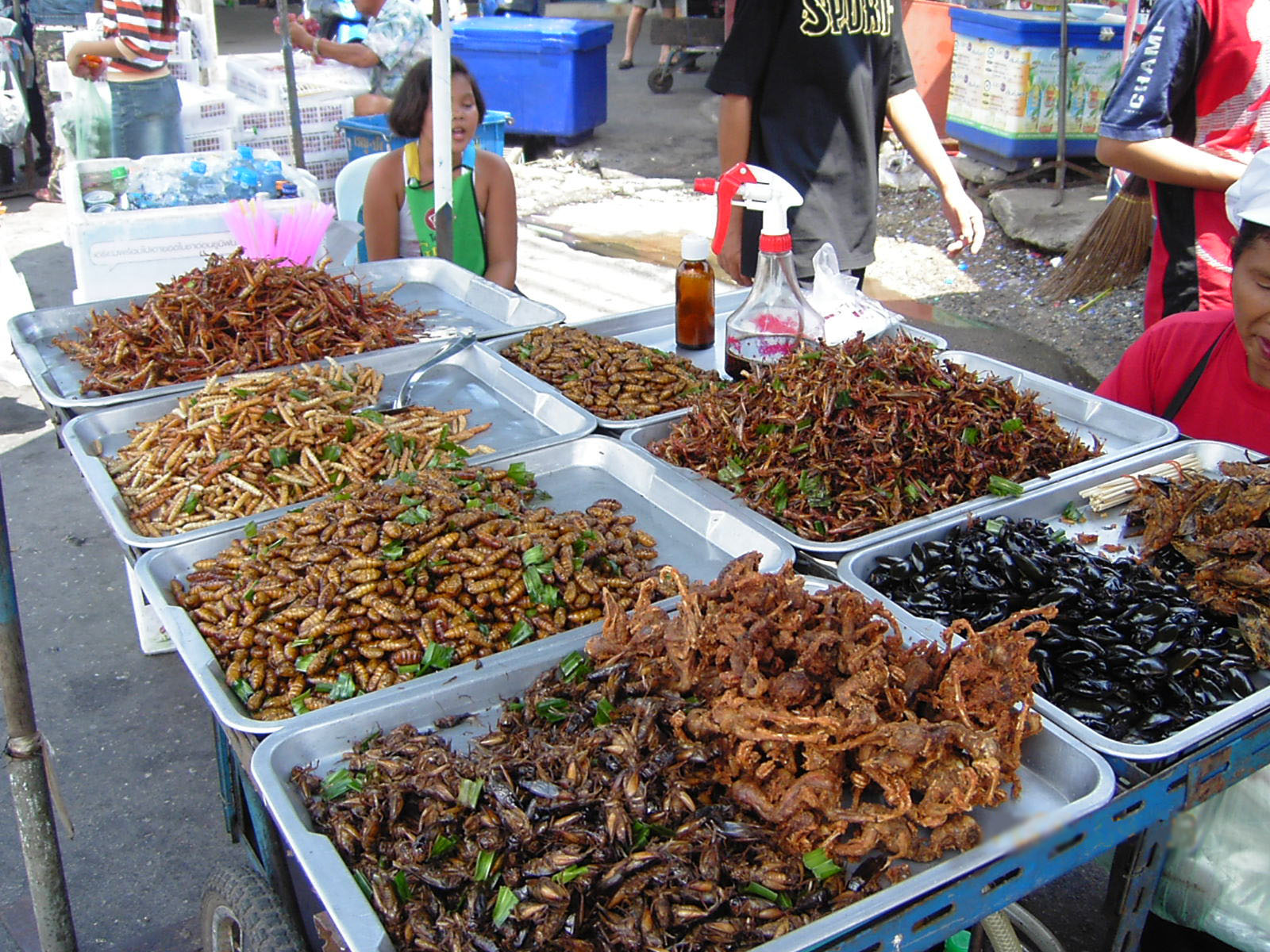
Stalletje met insecten in Bangkok

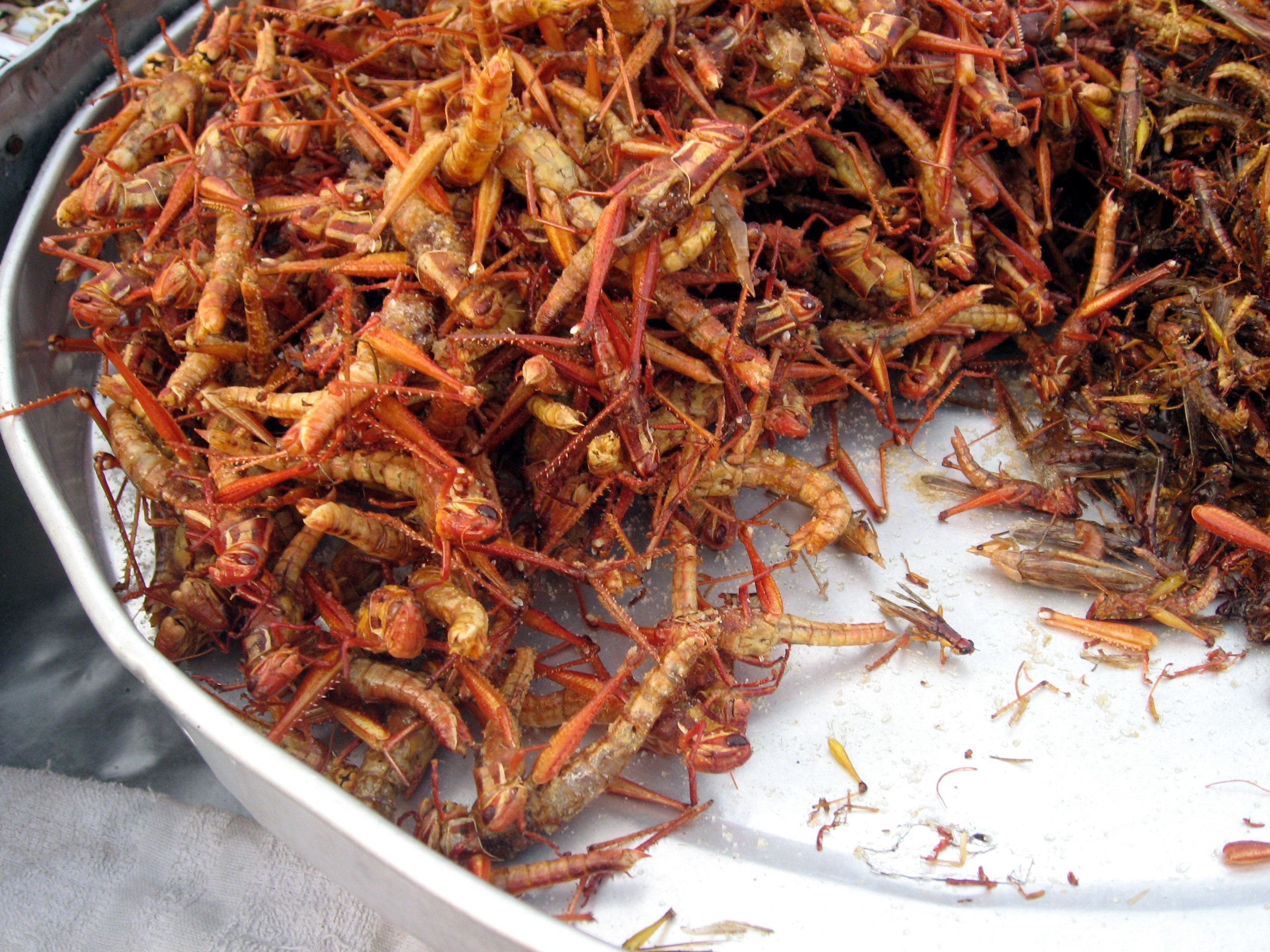
Gefrituurde sprinkhanen in Bangkok
(Caelifera)

Insecten worden tegenwoordig steeds meer gezien als bron van eiwitten in menselijk voedsel. In veel landen is het eten van insecten normaal, maar in delen van de westerse cultuur zoals westelijk Europa is dit niet het geval. Insecten zijn koudbloedig en zijn zeer efficiënt in het omzetten van voedsel. Ze besteden geen energie aan het warm houden van het lichaam en hierdoor leveren ze relatief veel meer eiwitten dan warmbloedige dieren.
Het eten van insecten wordt wel entomofagie genoemd en in een groot deel van de wereld worden sommige insecten of de larven ervan vaak gegeten en erg gewaardeerd als eiwitrijk voedsel. Vaak worden deze dan gekookt, gebakken of geroosterd genuttigd, maar veelal ook rauw of soms levend. Hoewel het eten van andere geleedpotigen zoals kreeften in het moderne Europa gebruikelijk is en deze als lekkernij worden gezien, is het eten van insecten eerder ongebruikelijk en wordt als bizar ervaren. Toch werden ook in Europa nog niet zo lang geleden insecten soms nog in voedsel verwerkt. Een voorbeeld is de meikeversoep die in Frankrijk en Duitsland werd gegeten, niet alleen in tijden van nood.
Andere insecten die wel als voedsel worden gebruikt zijn sprinkhanen, reuzenwaterwantsen, keverlarven en kakkerlakken, die meestal worden gebakken voor consumptie. In sommige landen zoals Thailand vindt ook consumptie plaats van dieren zoals spinnen, schorpioenen en duizendpotigen. Deze worden meestal van eventuele gifkaken en -stekels ontdaan, waarna ze worden gefrituurd. Het eten van insecten is in sommige landen ook onderdeel van de militaire training, omdat soldaten zo beter kunnen overleven.
Sprinkhanen zijn halal, ofwel toegestaan voor moslims om te eten. Andere insecten als vliegen, muskieten en wespen daarentegen zijn haram: verboden om te eten. In het joodse geloof zijn enkel vier soorten sprinkhanen koosjer, alle andere insecten en geleedpotigen zijn treife of niet-koosjer. Honing van bijen echter mag wel worden geconsumeerd, omdat bijen de honing immers niet zelf produceren, maar slechts verzamelen.
Op Sardinië wordt wel casu marzu gegeten, beter bekend als madekaas. Deze kaas rijpt doordat de vliegenlarven de kaas opeten en weer uitscheiden. Volgens kenners wordt de kaas beter naarmate de larven er langer in leven en de kaas meerdere malen hebben verteerd. De traditionele kaas wordt plaatselijk nog wel gemaakt, ondanks een verbod vanwege risico op voedselvergiftiging.
Mensen kunnen ongemerkt (delen van) insecten binnenkrijgen bij een normaal voedingspatroon. Insectenlarven kunnen namelijk terechtkomen in producten waar ze van eten, zoals graan (brood), vruchten (jam, yoghurt) en noten (borrelnootjes, snoep, pindakaas).
Sommige insecten zijn indirect belangrijk voor de voedselvoorziening. Een aantal Afrikaanse insectenlarven van het geslacht Diamphidia zijn zo giftig, dat de poppen ervan door bosjesmannen, net als pijlgifkikkers, langs een pijlpunt worden gestreken. Hierdoor is geen voltreffer meer nodig, omdat al een schampschot dodelijk is voor een prooi.